# Det började i Berlin
Det började i Berlin (engelska: The Life and Death of Colonel Blimp) är en brittisk romantisk dramafilm i Technicolor från 1943 i regi av Michael Powell och Emeric Pressburger. I huvudrollerna ses Roger Livesey, Deborah Kerr och Anton Walbrook. 
1999 placerade British Film Institute filmen på 45:e plats på sin lista över de 100 bästa brittiska filmerna genom tiderna. 

## Rollista i urval
- Roger Livesey - Clive Candy
- Deborah Kerr - Edith Hunter / Barbara Wynne / Angela "Johnny" Cannon
- Anton Walbrook - Theo Kretschmar-Schuldorff
- Ursula Jeans - Frau von Kalteneck
- James McKechnie - Spud Wilson
- David Hutcheson - Hoppy
- Frith Banbury - Baby-Face Fitzroy
- Muriel Aked - tant Margaret
- John Laurie - Murdoch
- Neville Mapp - Stuffy Graves
- Vincent Holman - klubbdörrvakt (1942)
- Spencer Trevor - Period Blimp
- Roland Culver - Överste Betteridge
- James Knight - klubbdörrvakt (1902)
- Dennis Arundell - orkesterledare på café
- David Ward - Kaunitz
- Valentine Dyall - von Schönborn
- A. E. Matthews - ordförande vid tribunalen
- Carl Jaffe - von Reumann
- Albert Lieven - von Ritter
- Eric Maturin - Överste Goodhead
- Robert Harris - ambassadsekreterare
- Arthur Wontner - ambassadrådgivare
- Theodore Zichy - Överste Borg
- Jane Millican - sjuksyster Erna
- Reginald Tate - van Zijl
- Kapten W. Barrett - The Texan
- Korpral Thomas Palmer - sergeant
- Yvonne Andre - nunna
- Marjorie Gresley - husmor
- Felix Aylmer - Biskopen
- Helen Debroy - Mrs. Wynne
- Norman Pierce - Mr. Wynne
- Harry Welchman - Major Davies